# لامپ قوسی خیابان
لامپ قوسی خیابان (Lampada ad arco) یا چراغ خیابان (Street Light) یک نقاشی از جاکومو بالا، نقاش فوتوریست ایتالیایی است که سال ۱۹۰۹ کشیده شد. او این نقاشی را با الهام از نور چراغ‌های خیابان پیاتزا ترمینی رم آفرید.